# Jezioro Rościmińskie Duże
Jezioro Rościmińskie Duże – jezioro w woj. kujawsko-pomorskim, w powiecie nakielskim, w gminie Mrocza, leżące na terenie Pojezierza Południowokrajeńskiego.

## Dane morfometryczne
Powierzchnia zwierciadła wody wynosi 43,7 ha.
Zwierciadło wody położone jest na wysokości 104,1 m n.p.m. Średnia głębokość jeziora wynosi 9,4 m, natomiast głębokość maksymalna 23,6 m.
Na podstawie badań przeprowadzonych w 2006 roku wody jeziora zaliczono do III klasy czystości i II kategorii podatności na degradację.

## Hydronimia
Według urzędowego spisu opracowanego przez Komisję Nazw Miejscowości i Obiektów Fizjograficznych (KNMiOF) nazwa tego jeziora to Jezioro Rościmińskie Duże.